# 南米爾福德 (印地安納州)
南米爾福德（英語：South Milford）是位於美國印地安納州拉格蘭奇縣的一個非建制地區。該地的面積和人口皆未知。